# Отто Геріке
Отто Геріке (нім. Otto Gericke; 29 грудня 1908, Гагенау — 15 березня 1942, Атлантичний океан) — німецький офіцер-підводник, корветтен-капітан крігсмаріне.

## Біографія
В 1933 році вступив на флот. З серпня 1938 року служив на есмінці «Дітер фон Редер». Під час Норвезької кампанії 14 квітня 1940 року есмінець був потоплений. В травні переданий в розпорядження командування військово-морської станції «Остзе». З липня 1940 по січень 1941 року пройшов курс підводника, в січні-березні — командирську практику на підводному човні U-17. З 10 липня 1941 року — командир U-503. 28 лютого 1942 року вийшов у свій перший і останній похід. 15 березня U-503 був затоплений глибинними бомбами американського патрульного літака «Хадсон» південно-східніше Ньюфаундленд. Всі 51 члени екіпажу загинули.

## Звання
- Лейтенант-цур-зее (1 квітня 1935)
- Оберлейтенант-цур-зее (1 січня 1937)
- Капітан-лейтенант (1 жовтня 1939)
- Корветтен-капітан (1 грудня 1943, посмертно)

## Нагороди
- Медаль «За вислугу років у Вермахті» 4-го класу (4 роки)